# ゴジサカMONDAY
ゴジサカMONDAY（-マンデー）とは、J SPORTSのプレミアリーグサッカー中継の題名。

## 概要
- J SPORTSでは、イングランド国内サッカーリーグのトップカテゴリーであるプレミアリーグを毎週放送しているが、2010年春から前週末に開催された試合の中で特に注目された試合をピックアップし、J SPORTS2、J SPORTS Plusの2チャンネルを使って午前5時から（各チャンネル1試合ずつ）放送する。
- また同日夕方5時（17時）から火曜日未明にかけては、J SPORTS2を使い、その週にJ SPORTSで放送された全ての試合を再放映しているほか、全試合のハイライト番組も放映している。
- 2011年-2012年度シーズンからヨーロッパ主要リーグを網羅したゲツサカ!として集中放送をしている。